# Johannes von Matuschka

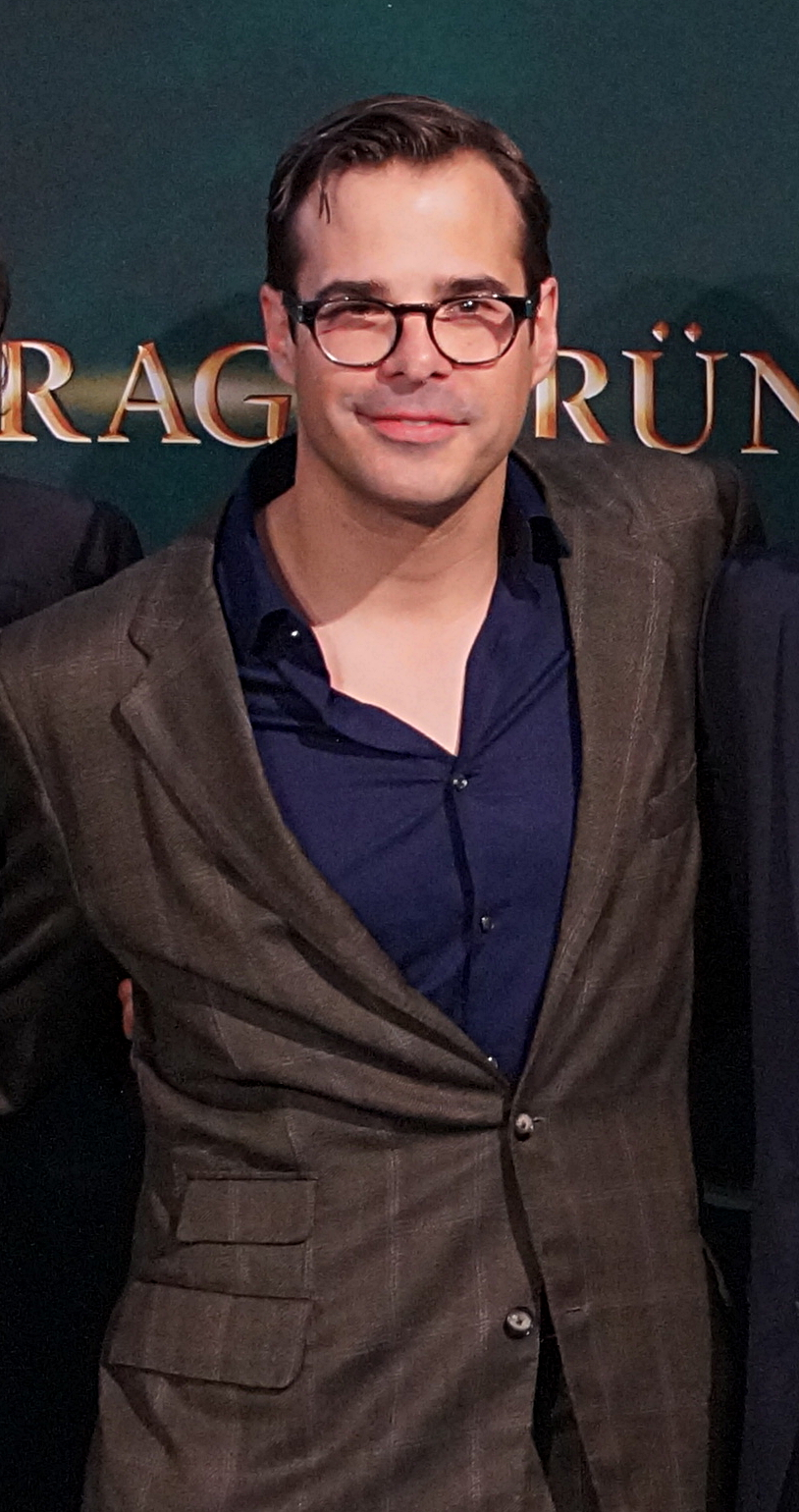
Johannes von Matuschka bei der Deutschlandpremiere von Smaragdgrün, Juni 2016.

Johannes von Matuschka (* 8. Juni 1974 in Bonn) ist ein deutscher Regisseur und Schauspieler.

## Leben
Johannes von Matuschka ist in London, New York, Paris und Berlin aufgewachsen. Parallel zu seinem Jura-Studium an der Université de Grenoble und an der Humboldt-Universität zu Berlin war er als Schauspieler tätig, unter anderem an der Schaubühne am Lehniner Platz und am Theater am Halleschen Ufer.
Nach dem ersten juristischen Staatsexamen im Jahre 2000 absolvierte er ein Regie- und Schauspielstudium am Wiener Max Reinhardt Seminar.
Von 2004 bis 2006 arbeitete er als Regieassistent an den Münchener Kammerspielen unter anderen mit den Regisseuren Thomas Ostermeier, Johan Simons, Luk Perceval, Stephan Kimmig und Sebastian Nübling.
2007 bis 2008 war er auf Einladung des Goethe-Instituts für das Theaterprojekt Electronic City in Indien. Das Theaterstück von Falk Richter feierte seine Premiere auf dem Hindu Metro Plus Theatre Fest in Chennai, Tamil Nadu. Nach weiteren Arbeiten im Ausland bis 2009 war Matuschka an der Metropolitan Opera in New York und an der Scala in Mailand als Regiemitarbeiter beschäftigt und inszenierte Penthesilée – A bout de souffle am Nationaltheater in Bordeaux- arbeitete er vermehrt an deutschsprachigen Theaterbühnen sowie auf diversen Festivals (u. a. F.I.N.D. Festival Berlin; Kleist Festtage, Frankfurt (Oder)). 2016 machte er an der Staatsoper Hannover sein Operndebüt mit "Der Traumgörge" von Alexander Zemlinsky. Seither realisiert er Arbeiten im Musik- und Sprechtheater.

## Inszenierungen (Auszüge)
- 2005: Silent Song, Simone Kucher, Dramatikertage, Münchner Kammerspiele
- 2006: Am Tag der jungen Talente, Polle Wilbert, Münchner Kammerspiele
- 2008: Electronic City, Falk Richter, The Hindu MetroPlus Festival, Chennai, Tamil Nadu, India
- 2009: Penthesilée – à bout de souffle, nach Heinrich v. Kleist, Théâtre national de Bordeaux en Aquitaine,TNBA
- 2009: Die grosse Depression, Arthur Miller, Mainfranken Theater Würzburg
- 2010: Der zerbrochne Krug, Heinrich v. Kleist, Mainfranken Theater Würzburg
- 2011: Antigone, Jean Anouilh, Landestheater Linz
- 2011: „Ich will kein Grab“, Performance, Alte Kantine Wedding
- 2012: Stella, Johann Wolfgang v. Goethe, Landestheater Linz
- 2012: Die Familie Schroffenstein, Heinrich v. Kleist für Kleist-Festtage, Frankfurt (Oder) / Słubice
- 2012: Besser Wissen – The Knowledge, DSE, John Donnelly, Staatstheater Nürnberg
- 2013: Don Karlos, Friedrich Schiller, Theater Konstanz
- 2013: Othello, William Shakespeare, Landestheater Linz
- 2013: Das Interview, Theo van Gogh, Theater Kiel
- 2014: Konstanz am Meer, UA, Theresia Walser, Theater Konstanz
- 2014: Verbrennungen, Wajdi Mouawad, Landestheater Linz
- 2015: Curtain Call, Performance, Sophiensæle, Berlin
- 2015: Romeo und Julia, William Shakespeare, Staatstheater Nürnberg
- 2015: Ein Sommernachtstraum, William Shakespeare, Landestheater Linz
- 2015: Hedwig and the Angry Inch, John Cameron Mitchell und Stephen Trask, Landestheater Linz
- 2016: Fräulein Julie, August Strindberg, Theater Kiel
- 2016: Der Traumgörge, Alexander Zemlinsky, Staatsoper Hannover
- 2017: Preludes, Dave Malloy, Landestheater Linz
- 2017: Simon Boccanegra, Giuseppe Verdi, Saarländisches Staatstheater
- 2018: Andorra, Max Frisch, Theater Kiel
- 2018: Writing to Vermeer, Louis Andriessen und Peter Greenaway, Theater Heidelberg
- 2018: Lazarus, Musical by David Bowie und Enda Walsh, Landestheater Linz
- 2019: Die Gezeichneten, Franz Schreker, Staatsoper Hannover
- 2019: Hagen, die Ring-Trilogie Teil 1, DSE, Richard Wagner, Theater Aachen

## Theaterschauspiel (Auszüge)
- 1997: „Woyzeck“, Regie Michael Simon, Schaubühne am Lehniner Platz Berlin
- 1998: „Der Prinz von Homburg“, Regie Stephan Lohse, Theater Hallesches Ufer Berlin
- 2001–2004: „Penthesilea“, „Goldene Zeiten“, „Der Kaukasische Kreidekreis“, Regie Johannes Gleim, Roman Kummer, Ole Georg Graf, Max Reinhardt Seminar Wien
- 2002: „Der Unbestechliche“, Regie Vera Sturm, Festspiele Reichenau
- 2003: „Traumnovelle“, Regie Jürgen Kaizik, Festspiele Reichenau

## Filmschauspiel (Auszüge)
- 1997: Ein Tag im Leben des Alex O., Regie: Kai-Rochus Liertz
- 1997: Morgen, Regie: Max Kirchner / Rüdiger S. de Erice
- 1997: Mitternacht, Regie: Florian Henckel von Donnersmarck
- 2008: Draußen am See, Regie: Felix Fuchssteiner
- 2010: Anna, Regie: Grzegorz Muskala
- 2012: Rubinrot, Regie: Felix Fuchssteiner
- 2013: Saphirblau, Regie: Felix Fuchssteiner
- 2015: Smaragdgrün, Regie: Felix Fuchssteiner

## Auszeichnungen
- 2010: Hauptpreis der Jury der Bayerischen Theatertage für seine Inszenierung Die Große Depression von Arthur Miller
- 2013: Ensemblepreis der Bayerischen Theatertage für die deutsche Erstaufführung von Besser Wissen – The Knowledge für sein Ensemble vom Staatstheater Nürnberg